# Negaprion kraussi
Espèce
Synonymes
- Aprionodon cf. collata
- Negaprion magnus
- Scolodion kraussi Probst, 1879[2]

Negaprion kraussi est une espèce éteinte de requins de la famille des Carcharhinidae. L'espèce actuelle correspondante ou affine serait Negaprion brevirostris.

## Systématique
L'espèce Negaprion kraussi a été initialement décrite en 1878 par le pasteur, géologue et paléontologue allemand Josef Probst (d) (1823-1905) sous le protonyme de Scolodion kraussi

## Description des dents
Les dents supérieures présentent une face externe (labiale) plate et une face interne convexe. La racine est massive et de forme subquadrangulaire, et porte un sillon bien marqué. Les tranchants de la couronne sont nets et non crénelés. La cuspide est séparée des talons par des encoches nettes. Ces derniers possèdent quelques denticules bas et larges. Plus la dent devient latérale et plus la cupside se courbe en arrière. Les dents inférieures se distinguent par l'absence totale de denticules sur les talons et par une racine plus large et moins haute. Les dents latérales sont à couronne droite et racine très allongée transversalement.

## Publication originale
- (de) J. Probst, « Beitrag zur Kenntniss der fossilen Fische (Labroiden, Scarinen, Sparoiden) aus der Molasse von Baltringen », Jahreshefte des Vereins für vaterländische Naturkunde in Württemberg, Stuttgart, vol. 34,‎ 1878, p. 113-154 (ISSN 0368-4717, OCLC 1644672, lire en ligne).